# Yoon Jong-hwan
Yoon Jong-hwan, né le 16 février 1973 à Gwangju (Corée du Sud), est un footballeur sud-coréen, devenu par la suite entraîneur.

## Biographie

### En club
Yoon Jong-hwan évolue en Corée du Sud et au Japon.
Il joue 140 matchs en première division sud-coréenne, marquant 12 buts. Il dispute également 55 matchs en première division japonaise, inscrivant sept buts.
Il remporte au cours de sa carrière de joueur, un championnat de Corée du Sud, et une Coupe de Corée du Sud.

### En équipe nationale
Yoon Jong-hwan reçoit 37 sélections en équipe de Corée du Sud entre 1994 et 2002, inscrivant quatre buts.
Il participe avec le Japon à cinq compétitions majeures. Il dispute tout d'abord les Jeux olympiques d'été de 1996, puis la Gold Cup 2000, et la Coupe d'Asie des nations 2000. Il dispute enfin la Coupe des confédérations 2001 et la Coupe du monde 2002.
Lors du tournoi olympique organisé aux États-Unis, il joue trois matchs, inscrivant un but contre le Ghana.
Lors de la Coupe d'Asie 2000 qui se déroule au Liban, il joue quatre matchs. La Corée du Sud s'incline en demi-finale face à l'Arabie saoudite.
En revanche, lors de la Coupe des confédérations 2001, tout comme lors du mondial 2002, il reste sur le banc des remplaçants.

### Carrière d'entraîneur
Après avoir raccroché les crampons, il se lance dans une carrière d'entraîneur.
Il remporte plusieurs titres avec le club du Cerezo Osaka, et se voit élu manager de l'année de la J.League en 2017.

## Palmarès

### Joueur
- Champion de Corée du Sud en 2003 avec le Seongnam Ilhwa Chunma
- Vainqueur de la Coupe de Corée du Sud en 2005 avec le Chonbuk Hyundai Motors
- Vainqueur de la Coupe de la Ligue sud-coréenne en 1996 avec le Bucheon FC
- Finaliste de la Coupe de la Ligue sud-coréenne en 1998 avec le Bucheon FC
- Vainqueur de la Supercoupe de Corée du Sud en 2004 le Chonbuk Hyundai Motors
- Vice-champion de J-League 2 en 2002 avec le Cerezo Ōsaka

### Entraîneur
- Vice-champion de J-League 2 en 2011 avec le Sagan Tosu
- Vainqueur de la Coupe de la Ligue japonaise en 2017 avec le Cerezo Osaka
- Vainqueur de la Coupe du Japon en 2017 avec le Cerezo Osaka
- Vainqueur de la Supercoupe du Japon en 2018 avec le Cerezo Osaka
- Élu manager de l'année de la J.League en 2017